# Trem da Alegria
Trem da Alegria est un groupe brésilien de musique pour enfants, originaire de São Paulo, dans l'État de São Paulo, actif entre 1984 et 1992, puis entre 2002 et 2005. Ils connaissent un grand succès auprès des enfants dans les années 1980 et au début des années 1990. Au total, ils comptent six millions 'albums vendus, ce qui fait d'eux l'un des groupes brésiliens pour enfants les plus populaires de l'époque.

## Histoire

### Débuts (1984–1985)
Après la participation de Luciano Nassyn et Patrícia Marx à la première édition du Festival international des enfants, diffusé sur la SBT, ils enregistrent l'album Clube da Criança, qui sert de base à la promotion de l'émission pour enfants homonyme, présentée par Xuxa Meneghel et diffusée sur Rede Manchete. Pour promouvoir ce disque, les titres Carrossel de Esperança et É de Chocolate sortent en single, ce qui contribue à des ventes supérieures à 350 000 exemplaires, leur valant ainsi un disque de platine.
En 1985, RCA Victor forme Trem da Alegria avec la participation de Patricia, Luciano et Juninho Bill. L'album Trem da Alegria do Clube da Criança sort la même année et comprend les chansons Uni, Duni, Tê et Dona Felicidade, avec la participation de Lucinha Lins, et réussit à se vendre à plus de 400 000 exemplaires, ce qui lui vaut un disque de platine.

### Changements de line-up (1986–1988)
En 1986, un nouveau membre, qui avait également participé au Festival Internacional da Criança (Festival international des enfants), rejoint le trio, la chanteuse Vanessa. Un album éponyme est publié, considéré comme le plus réussi de leur discographie, avec les chansons He-Man, Fera Neném, Zeppelin, Na Casca do Ovo et Tic-Tac do Amor. Le titre Fera Neném, chanté par Juninho Bill en partenariat avec Evandro Mesquita, dans lequel Bill chantait qu'il voulait être président du Brésil, est l'un des succès. Les ventes ont dépassé le million d'exemplaires, ce qui permet à l'album d'être certifié quadruple disque de platine.
En 1987, le groupe sort son troisième album studio, qui comprend les chansons Thundercats (enregistrée spécialement pour la diffusion par Rede Globo de la série d'animation homonyme au Brésil, Piuí Abacaxi et A Orquestra dos Bichos. Avec plus de 850 000 exemplaires vendus, il obtient un triple disque de platine en quelques mois. Les ventes totalisent plus d'un million d'exemplaires, ce qui en fait l'un des albums les plus vendus cette année-là. Après la sortie de l'album, Patricia Marx décide de poursuivre une carrière solo et est remplacée par Fabíola Braga, qui est restée peu de temps. À cette époque, elles avaient déjà atteint la barre des 3 millions d'exemplaires vendus avec leurs albums.
Avec le départ de Fabíola, le trio composé de Luciano, Vanessa et Juninho poursuit ses engagements et ses projets. Au milieu de l'enregistrement d'un nouveau LP, Amanda Acosta est choisie comme nouveau membre, mais elle ne participe qu'aux quatre premiers titres de la face B du disque qui suivra.
Le quatrième album studio sort en 1988 et comprend quatre singles : Iô-Iô, Xa Xe Xi Xo Xuxa et les duos Pique-Pega, Pique-Esconde et Pra Ver se Cola. Les ventes dépassent les 500 000 exemplaires et l'album reçoit un double disque de platine.

### Autres changements et pause (1988–1992)
Fin 1988, Luciano et Vanessa décident de partir en solo et en 1989, Rubinho est choisi comme nouveau membre, et pour la deuxième fois Trem da Alegria est composé de trois enfants du même âge. Avec Rubinho, ils sortent leur cinquième album studio avec les singles Jaspion-Changeman, Pula Corda, Macarrone et Jandira. L'album se vend à plus de 400 000 exemplaires et est certifié disque de platine. La même année, ils apparaissent dans le film A Princesa Xuxa e os Trapalhões, dans lequel ils jouent aux côtés de Xuxa et Os Trapalhões.
En 1990, avec l'essor de la lambada au Brésil, ils décident d'enregistrer deux chansons dans ce style, Lambada da Alegria et Lambada Danada, pour leur sixième album studio. L'album connaît un nouveau succès, avec un tirage initial de 180 000 exemplaires, ce qui leur vaut un nouveau disque d'or, ainsi que les prix du meilleur album pour enfants et de la meilleure chanson pour enfants avec Lambada da Alegria aux Sharp Awards. À cette époque, la musique pour enfants est remplacée par d'autres genres musicaux tels que le sertanejo, l'axé et le pagode. La plupart des groupes et artistes pour enfants des années 1980 tels que Turma do Balão Mágico, Os Abelhudos, Gabriela et bien d'autres ont déjà fermé leurs portes et Xuxa, qui était la plus grosse vendeuse de l'industrie musicale brésilienne, ne peut réitérer les succès des années 1980.
En 1991, un concours est organisé par la défunte Rádio Cidade afin de choisir un nouveau membre pour remplacer Juninho Bill, qui avait déjà quatorze ans à l'époque. L'élu était Ricky Bueno, qui s'est mesuré à 10 000 autres candidats. Ricky va jusqu'à participer à des émissions de télévision pour promouvoir le single O Lobisomem, avec Juninho toujours présent, mais son séjour ne dure que quelques mois.
L'avant-dernier LP (Trem da Alegria) sort et contient les succès O Lobisomem et Tartaruga Ninja. En plus de ces chansons, la chanson O Passarinho fait partie de la bande originale brésilienne de la telenovela mexicaine Carrusel (1989), diffusée par la SBT avec un grand succès à l'époque. Comme son prédécesseur, elle se vend à plus de 100 000 exemplaires, ce qui lui vaut un disque d'or. Le premier album du groupe sort en 1992.
En 1992, alors qu'ils sont sur le point de mettre fin à leurs activités, ils sortent une compilation de leurs succès avec quatre autres chansons inédites, dont Alguém no Céu, qui fait partie de la bande originale de la telenovela De Corpo e Alma de Rede Globo. Le 31 décembre, la dernière prestation du trio est diffusée lors de la dernière édition de Xou da Xuxa, six ans après leur première prestation, qui avait eu lieu lors de la première de l'émission.

### Nouvelle formation (2002-2005)
Dans le sillage du renouveau des années 1980 qui a lieu au début des années 2000, le groupe est reformé. La nouvelle formation comprenait João Augusto Matos, Bárbara Lívia, Caroline Sayuri et Yago Piemonte. Leur première apparition a eu lieu lors de l'émission Domingo Legal de la SBT, où ils interprètent un réenregistrement de la chanson Uni-Duni-Tê.
Le deuxième album du groupe, intitulé Só Sucessos do Momento (2003), ne reçoit pas autant de publicité que le premier. Après une saison de Pocket Shows au Théâtre Gazeta, ils mettent fin à leurs activités et promotions en 2005.

## Discographie
- 1985 : Trem da Alegria do Clube da Criança
- 1986 : Trem da Alegria (réédité entre 1987 et 1991 et en 2002)
- 2003 : Só Sucessos do Momento

## Distinctions

### Prêmio Sharp
| 1989 | Trem da Alegria (1988) | Album pour enfants   | Nomination |
| 1991 | Lambada da Alegria     | Musique pour enfants | Lauréat,   |
| 1991 | O Pinguim              | Musique pour enfants | Nomination |
| 1991 | Trem da Alegria        | Album pour enfants   | Lauréat,   |